# 八木康夫
八木 康夫（やぎ やすお、1950年（昭和25年）7月16日 - ）は、日本のテレビドラマプロデューサー。TBSテレビ取締役、執行役員、テレパック常務取締役を務めた。

## 来歴・人物
愛知県出身。愛知県立明和高等学校、早稲田大学第一文学部社会学専修卒業。
高校時代は、吉永小百合の清楚な美しさにひかれ、その熱い思いを「吉永小百合・讃」と題して400字詰め原稿用紙5、6枚にまとめ、校内文集に発表。同級生の間で熱烈なサユリストとして知られた。そして高校1、2年の時には、同級生3人とジャズバンドを結成。高校の文化祭にも出て、八木の発案でオリジナルレコードを1枚制作。歌詞も曲も自分たちで作った。1973年にTBS（現・TBSHD）へ入社。入社2年目に放送開始した『サウンド・イン"S"』に憧れて同番組の担当を熱望していたが、その夢は叶わす、3年目に制作1部（現・ドラマ制作部）に異動となり大山勝美班に所属。以後はドラマ制作者として先輩の大山や柳井満の下で修業を積んだ。
八木のAD時代、ドラマプロデューサーはAD→Dを経て40歳前後で就任するケースがほとんどだったが、当時直属の上司だった柳井の進言により32歳でドラマプロデューサーに就任。初プロデュース作でビートたけしを主演に起用した『昭和四十六年 大久保清の犯罪』は、視聴率34.0%を獲得する大ヒットを記録した。手掛けた作品によっては、実在人物と登場人物を絡ませることもあり（『パパはニュースキャスター』、『ママはアイドル』など）、『うちの子にかぎって…』の様に八木自身が出演したものもあった。社会派からトレンディドラマまでをこなす幅広さを持っており、一時は「ドラマ部の新人類」と言われた。
2004年、編成制作局（現・制作局）付ドラマ担当プロデューサーの肩書きでTBSテレビの取締役に就任。現場から異例の役員昇進となった。2014年4月、TBSテレビ取締役を退任し、執行役員となり、2016年3月31日付で執行役員を退任。6月、テレパック常務取締役。2018年6月、同職を退任。
2021年時点の肩書はTBSテレビ社長室顧問であるが、近年はフリーのプロデューサーとして活動している。オッティモや、かつて役員として在籍していたテレパックと契約し、各局のドラマを手掛けている。また、一般社団法人放送人の会の理事でもある。2022年3月21日、横浜市の関内ホールで開催された公開セミナー第51回名作の舞台裏『パパはニュースキャスター』に出演。放送当時のエピソードを話している。近況としては「数年前までTBSにいて、最近は数年NHKさんで番組をやらせて頂いています。今年度もNHKさんで予定をしています。生涯現役のつもりでドラマを作り続けて行きたいと思います」と自己紹介をしている（動画:1分30秒〜本人談）。

## 田村正和の起用
田村正和とは、先輩がキャスティングした『くれない族の反乱』（1984年4月）という作品で初めて一緒に仕事をした。田村は離婚することになり、妻に引き取られる前に子どもと遊園地で遊ぶ男性を演じたが、これがすごく切なくて、良くて「いつか田村さんで子どものドラマをやりたい」と思ったのだという。しばらくして、あるドラマの視聴率が不調で打ち切られるので、「つなぎ」で通常より回数が短いものを作れと命じられた。そこで、田村が小学校の教師を演じる『うちの子にかぎって…』（同年8月）を企画した。田村の役どころは、こどもと一緒に悩みながら少しずつ前に進む先生役だった。
大スター阪東妻三郎を父に持ち、『眠狂四郎』（1972年）などニヒルな二枚目を演じてきたそれまでのイメージとは全然違うため、一度はマネージャーに断られた。それでも「ご本人にお話を」と食い下がり、田村と会った。するとその場で「やります」と返答し、これには八木も驚いたという。この作品で田村が演じた風采のあがらない教師役は大当たりをとり、以後、二枚目半・田村正和がドラマやCMで大活躍するようになった。

## 主な作品

### 演出
- 元気です!（1980年 - 1981年）
- ひとりぼっちのオリンピック（1983年）
- 青が散る（1983年 - 1984年）- 企画・演出

### プロデューサー

#### 連続ドラマ
- くれない族の反乱（1984年）※大山勝美と共同プロデュース
- うちの子にかぎって…（1984年 - 1987年）
  - 第2シリーズの第2話で本人役で出演。
- 子供が見てるでしょ!(1985年)
- となりの女(1986年)
- パパはニュースキャスター（1987年）
- ママはアイドル!（1987年）
  - 第6話で本人役で出演。
- パパは年中苦労する（1988年）
- 若奥さまは腕まくり!（1988年）
- はいすくーる落書（1989年）
- ママハハ・ブギ（1989年）
- 卒業（1990年）
- 予備校ブギ（1990年）
- ママってきれい!?（1991年）
- パパとなっちゃん（1991年）
- ADブギ（1991年）
- 十年愛（1992年）
- あの日の僕をさがして（1992年）
- 愛するということ（1993年）
- カミさんの悪口（1993年）
  - カミさんの悪口2（1995年）
- もしも願いが叶うなら（1994年）
- 男嫌い（1994年）
- 僕が彼女に、借金をした理由。（1994年）
- 人生は上々だ（1995年）
- 真昼の月（1996年）
- 協奏曲（1996年）
- 智子と知子（1997年）
- いちばん大切なひと（1997年）
- めぐり逢い（1998年）
- カミさんなんかこわくない（1998年）
- PU-PU-PU-（1998年）
- 魔女の条件（1999年）
- オヤジぃ。（2000年）
- 恋がしたい恋がしたい恋がしたい（2001年）
- 恋を何年休んでますか（2001年）
- おとうさん（2002年）
- 末っ子長男姉三人（2003年）
- 夫婦。（2004年）
- 恋の時間（2005年）
- 誰よりもママを愛す（2006年）
- ハタチの恋人（2007年）
- ぼくの妹（2009年）
- おやじの背中（2014年・東京ドラマアウォード優秀賞）
- 団地のふたり（2024年）

#### スペシャルドラマ
- 昭和四十六年 大久保清の犯罪・戦後最大の連続女性誘拐殺人事件（1983年）※初プロデュース作
- シンデレラミセスの冒険（1984年）
- イエスの方舟（1985年・文化庁芸術作品賞）
- 雨の降る駅（1986年）
- 翔んでる警視（1986年）
- コンプレックス　可愛いコになれない（1989年）
- 忠臣蔵（1990年・ギャラクシー賞優秀賞）
- ティファニーで朝食を（1992年）
- 説得 エホバの証人と輸血拒否事件(1993年)
- ローマの休日（1993年）
- 烏鯉（1998年・文化庁芸術祭優秀賞）
- ディア・フレンド（1999年・文化庁芸術祭優秀賞）
- 百年の物語（2000年・橋田賞大賞）
  - 第一夜：愛と憎しみの嵐・大正編
  - 第二夜：愛は哀しみをこえて・戦後編
  - 第三夜：Only Love・現代編
- 明智小五郎対怪人二十面相（2002年）
- ビートたけし原作ドラマ　少年（2002年）
- さとうきび畑の唄（2003年・文化庁芸術祭大賞）
- 離婚旅行（2003年）
- 広島・昭和20年8月6日（2005年）
- 僕たちの戦争（2006年）
- シリーズ激動の昭和 あの戦争は何だったのか 日米開戦と東條英機
- そうか、もう君はいないのか（2009年）
- 歸國（2010年）
- トイレの神様（2011年）
- 終着駅〜トワイライトエクスプレスの恋（2012年）
- 悪女について（2012年）（2013年芸術選奨文部科学大臣賞（放送部門）受賞）
- 時計屋の娘（2013年）
- スローな武士にしてくれ〜京都 撮影所ラプソディー〜（2019年・文化庁芸術祭優秀賞）
- 令和元年版 怪談牡丹燈籠（2019年・文化庁芸術祭優秀賞）
- ライジング若冲（2021年）
- 人生最高の贈りもの（2021年・東京ドラマアワード優秀賞）
- 忠臣蔵狂詩曲No5  中村仲蔵（2022年・文化庁芸術祭大賞）
- ガラパゴス（2023年）

#### 配信ドラマ
- 阿修羅のごとく（2025年）

#### 映画
- 涙そうそう（2006年)
- ハナミズキ（2010年)

### セミナー
- 公開セミナー　第51回名作の舞台裏『パパはニュースキャスター』 - ゲスト（2022年3月21日、関内ホール）[12][13][14]

## 育てたスタッフ
TBSに限らず、テレビ局の制作スタッフは、いくつかの班に分かれて番組を制作する。八木が育てたスタッフも多くのドラマをヒットさせている。
- 遠藤環
- 伊藤一尋
- 貴島誠一郎
- 土井裕泰
- 磯山晶
- 丹羽多聞アンドリウ
- 山室大輔
- 新井順子